# Klaas de Groot (schaatser)
Klaas Arjen de Groot (Leeuwarden, 4 februari 1926 – Akkrum, 28 september 2013) was een Nederlandse schaatser.
De Groot was veehouder in Friesland. Hij schaatste vanaf 1941 negen achtereenvolgende Elfstedentochten. Hij volbracht de eerste acht op Friese doorlopers en is met dat aantal mederecordhouder.